# Bujutsu
Bujutsu (jap. sztuka wojenna) jest to ogół japońskich sztuk walki. Terminem Budō określany jest ogół młodszych sztuk, w większości sportów.  Na bujutsu składają się między innymi: jujutsu (wręcz), kenjutsu (sztuka miecza), aikijujutsu (wręcz), kyūjutsu (łuk) i wiele innych.